# لانی پوفو
لانی پوفو (انگلیسی: Lanny Poffo; ۲۸ دسامبر ۱۹۵۴ – ۲ فوریهٔ ۲۰۲۳) کشتی‌گیر کشتی حرفه‌ای، و نویسنده اهل ایالات متحده آمریکا بود.